# USS Constellation (FFG-62)
La USS Constellation (FFG-62) será la cabeza de serie de las fragatas de la clase Constellation de la Armada de los Estados Unidos. Su construcción se inició en 2022 y se espera que el barco entre en servicio en 2026.

## Construcción
La fragata es la nave líder de la nueva clase de fragatas Constellation. Su construcción está a cargo de Fincantieri Marinette Marine de Marinette, Wisconsin.
En 2020 el secretario de la Marina Kenneth Braithwaite anunció el nombre USS Constellation, en honor a una de las seis fragatas construidas por el Naval Act de 1794. Será el sexto buque en llevar este nombre.
El 31 de agosto de 2022 se inició su construcción.